# Paractinolaimus micoletzyki
Paractinolaimus micoletzyki är en rundmaskart. Paractinolaimus micoletzyki ingår i släktet Paractinolaimus och familjen Dorylaimidae. Inga underarter finns listade i Catalogue of Life.